# Guitalens-L'Albarède

Guitalens-L'Albarède este o comună în departamentul Tarn din sudul Franței. În 2009 avea o populație de 796 de locuitori.

## Evoluția populației
| An        | 1975 | 1982 | 1990 | 1999 | 2006 | 2009 |
| --------- | ---- | ---- | ---- | ---- | ---- | ---- |
| Populație | 529  | 492  | 552  | 600  | 697  | 796  |